# جيمي ريد (لاعب كرة قدم)
جيمي ريد (بالإنجليزية: Jamie Reid)‏ (15 يوليو 1994 في المملكة المتحدة - ) هو لاعب كرة قدم بريطاني في مركز الهجوم. شارك مع منتخب أيرلندا الشمالية تحت 21 سنة لكرة القدم. أما مع النوادي، فقد لعب مع نادي إكزتر سيتي ونادي توركي يونايتد وDorchester Town F.C. ‏ وTruro City F.C. ‏.

## وصلات خارجية
- جيمي ريد على موقع الاتحاد الأوربي (الإنجليزية)
- جيمي ريد على موقع قاعدة بيانات كرة القدم.إي يو (الإنجليزية)
- جيمي ريد على موقع ناشيونال فوتبول تيمز (الإنجليزية)
- جيمي ريد على موقع Soccerbase.com (لاعب) (الإنجليزية)
- جيمي ريد على موقع Soccerway.com (الإنجليزية)